# Wem
Wem ist eine Stadt im District Shropshire in der Grafschaft Shropshire, England. Wem ist 16,8 km von Shrewsbury entfernt. Im Jahr 2001 hatte sie 5142 Einwohner. Wem wurde 1086 im Domesday Book als Weme erwähnt.
Das Landhaus „Trench Hall“ war von 1940 bis kurz nach dem Ende des Zweiten Weltkriegs Evakuierungsort für die Bunce Court School von Anna Essinger.